# Ropica forticornis
Ropica forticornis là một loài bọ cánh cứng trong họ Cerambycidae.